# Marchéville
Marchéville é uma comuna francesa na região administrativa do Centro, no departamento Eure-et-Loir. Estende-se por uma área de 12,23 km². Em 2010 a comuna tinha 484 habitantes (densidade: 39,6 hab./km²).